# Нагрудний знак «За відзнаку в службі»
Нагрудний знак «За відзнаку в службі» — відомча заохочувальна відзнака Міністерства внутрішніх справ України.

## Історія нагороди
- Наказом МВС України № 243 від 21 квітня 1995 року затверджені нові нагрудні знаки, в т.ч. відзнака МВС України Нагрудний знак «За відзнаку в службі». Автор — художник Микола Лебідь.
- Наказом МВС України № 38 від 18 січня 2013 року «Про відомчі заохочувальні відзнаки Міністерства внутрішніх справ України» дизайн змінено[1]. Автор проєкту — художник-фалерист Л. І. Матяш.

## Положення про відзнаку
Нагрудним знаком «За відзнаку в службі» нагороджуються особи рядового і начальницького складу органів внутрішніх справ, військовослужбовців, резервістам національної гвардії України за досягнення високих показників у службі та бойовій підготовці, особисту мужність, сміливі та самовіддані дії, виявлені при виконанні службового або військового обов'язку.

## Опис відзнаки
- Відзнака має форму стилізованого хреста зі сторонами складної форми розміром 45×45 мм, покладеного на еліптичний жовтого кольору вінок із лаврового листя.
- Лапи хреста — бордового кольору з жовтого кольору пружками. У центрі хреста розташована емблема МВС України.
- На нижній лапі хреста розташовується білого матового кольору стрічка з написом: «За відзнаку в службі».
- Над білого матового кольору стрічкою по обидва боки вінка розташовані дві стрічки кольорів Державного Прапора України.
- На зворотному боці відзнаки передбачено місце для порядкового номера та розміщено застібку для кріплення до одягу (нарізний штифт з гайкою).
- Стрічка до відзнаки — муарова шириною 28 мм, червоного кольору з поздовжніми кольоровими симетричними смужками: по краях — сині, 2 мм, далі до центру — жовті, 2 мм, червоні, 4 мм, та чорні, 2 мм. По центру — жовтого кольору, 8 мм.
- Планка до відзнаки — 28×12 мм, обтягнута відповідною стрічкою.

## Порядок носіння відзнаки
- Відзнаки у вигляді нагрудних знаків носяться з правого боку грудей і розміщуються нижче знаків державних нагород України та іноземних державних нагород у такій послідовності: «За безпеку народу», «За відвагу в службі», «За відзнаку в службі».
- За наявності в особи декількох нагрудних знаків носиться не більше трьох таких знаків.
- Замість відзнак нагороджена особа може носити планки до них, які розміщуються після планок до державних нагород України та іноземних державних нагород.